# 絲綢冰川
81°9′S 158°55′E / 81.150°S 158.917°E
絲綢冰川（英語：Silk Glacier）是南極洲的冰川，位於奧次地，全長16公里，流經邱吉爾山脈東坡，最終注入納瑟里冰川，該冰川現時由南極條約體系管理。